# Vignely
Vignely ist eine französische Gemeinde mit 323 Einwohnern (Stand 1. Januar 2022) im Département Seine-et-Marne in der Region Île-de-France und gehört zum Gemeindeverband Communauté d’agglomération du Pays de Meaux.

## Geographie
Die Gemeinde befindet sich acht Kilometer südwestlich von Meaux an der Landstraße D27.

## Sehenswürdigkeiten
- Kirche Saint-Hildevert, erbaut 1684
- Rathaus, das ehemalige Château de Vignely

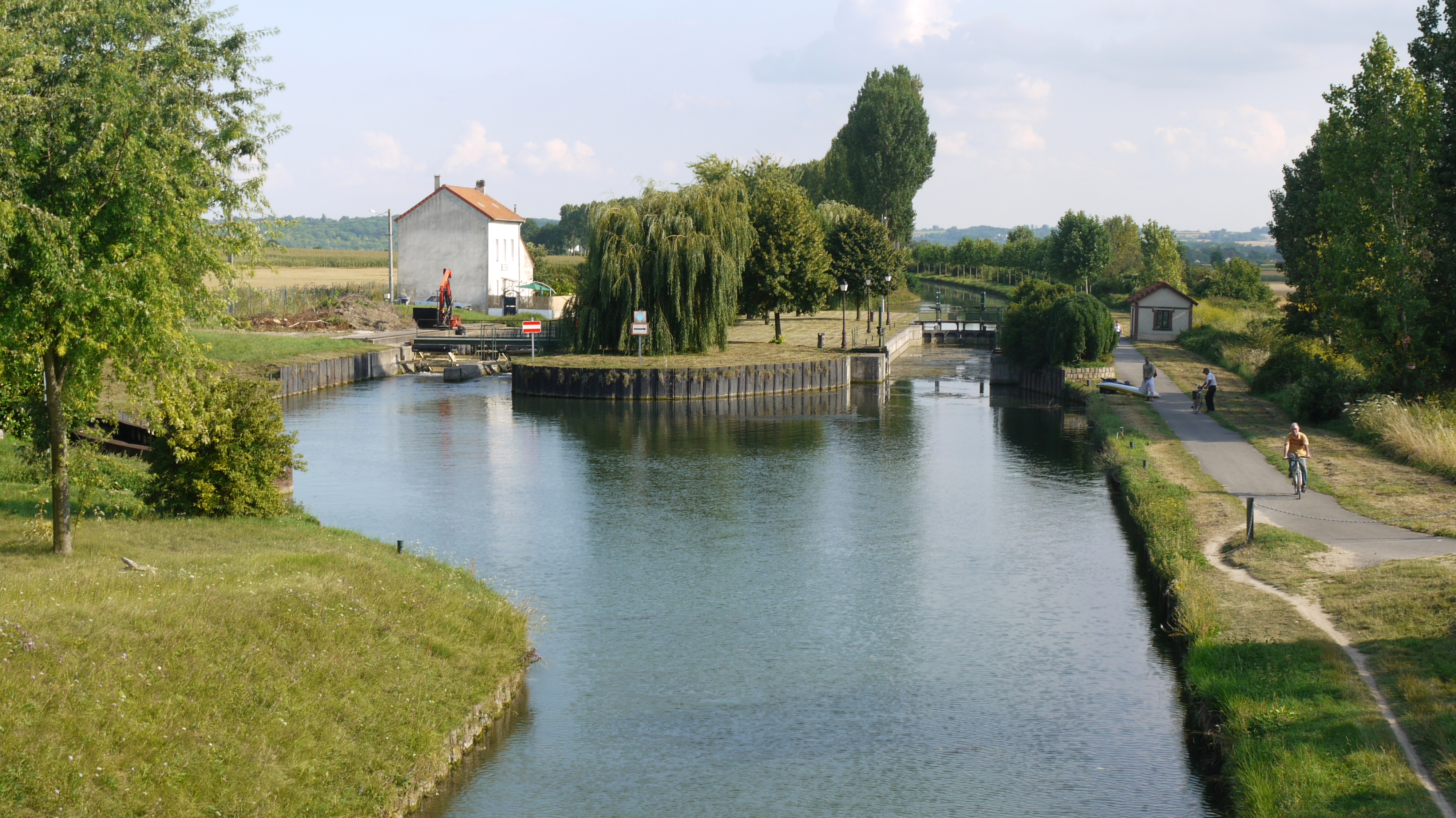
Schleuse am Canal de l’Ourcq

- Schleuse am Canal de l’Ourcq